# Coppa del Re 2019 (hockey su pista)
La Coppa del Re 2019 è stata la 76ª edizione della principale coppa nazionale spagnola di hockey su pista. La competizione ha avuto luogo con la formula della final eight dal 21 al 24 febbraio 2019 presso il Pavelló Olímpic di Reus.
Il trofeo è stato conquistato dal Barcellona per la ventitreesima volta nella sua storia superando in finale il Deportivo Liceo.

## Squadre partecipanti
Le squadre qualificate sono le prime sette classificate al termine del girone di andata dell'OK Liga 2018-2019 più la squadra ospitante la manifestazione.
| Club            | Qualificazione                             |
| --------------- | ------------------------------------------ |
| Barcellona      | 1º posto nel girone di andata dell'Ok Liga |
| Liceo La Coruña | 2º posto nel girone di andata dell'Ok Liga |
| Reus Deportiu   | 3º posto nel girone di andata dell'Ok Liga |
| Caldes          | 4º posto nel girone di andata dell'Ok Liga |
| Lleida          | 5º posto nel girone di andata dell'Ok Liga |
| Noia            | 6º posto nel girone di andata dell'Ok Liga |
| Igualada        | 7º posto nel girone di andata dell'Ok Liga |
| Voltregà        | Squadra ospitante                          |

## Risultati

### Quarti di finale
| Squadra 1        | Risultato | Squadra 2 |
| ---------------- | --------- | --------- |
| 21 febbraio 2019 |           |           |
| Liceo La Coruña  | 5 - 1     | Igualada  |
| Reus Deportiu    | 1 - 2     | Lleida    |
| 22 febbraio 2019 |           |           |
| Barcellona       | 4 - 2     | Noia      |
| Caldes           | 3 - 1     | Voltregà  |

### Semifinali
| Squadra 1        | Risultato | Squadra 2 |
| ---------------- | --------- | --------- |
| 23 febbraio 2019 |           |           |
| Liceo La Coruña  | 3 - 1     | Lleida    |
| Barcellona       | 2 - 1     | Caldes    |

### Finale
| Reus 24 febbraio 2019 | Barcellona | 4 – 1 | Liceo La Coruña | Pavelló Olímpic |